# S-tog

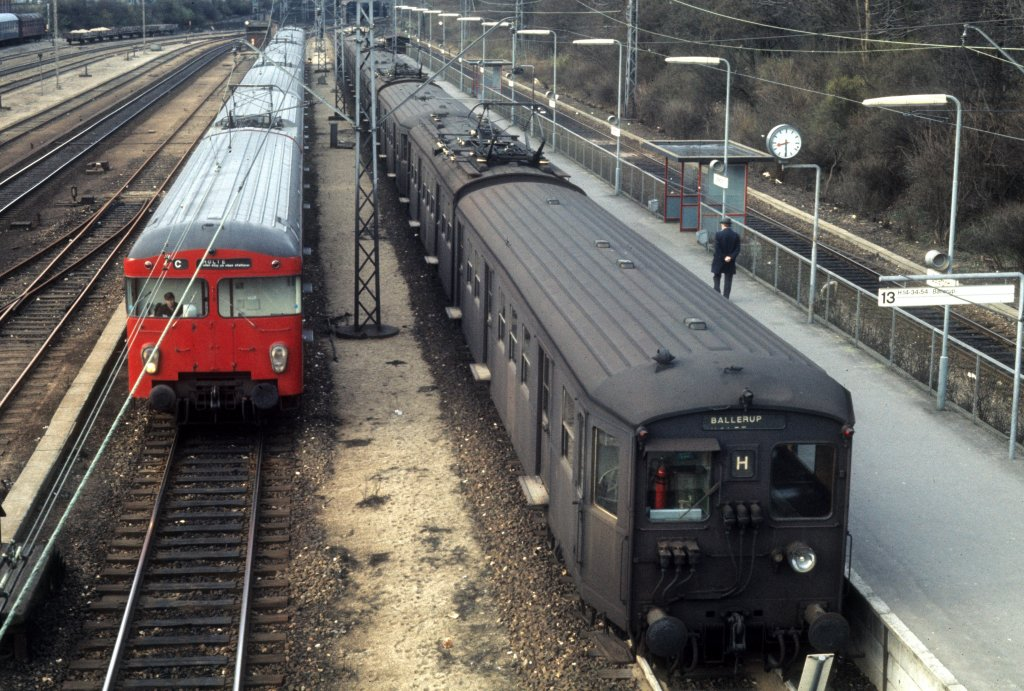
Station Østerport met S-treinen van de eerste en tweede generatie, 1975

De S-tog (Deens voor "S-trein") is het stadsspoornet rond de Deense hoofdstad Kopenhagen. De exploitant is DSB S-tog A/S, een dochterbedrijf van de Danske Statsbaner (DSB). Samen met de vanaf 2002 geopende metro en het buslijnennet maakt de S-tog deel uit van het ov-netwerk van Kopenhagen. Het ov-netwerk presenteert zich, sinds 1 januari 2015, onder de overkoepelende benaming DOT - Din Offentlige Transport ("Jouw Openbaar Vervoer"). Dagelijks reizen circa 357.000 mensen met de S-tog. 
De eerste S-toglijn van Frederiksberg naar Klampenborg werd op 3 april 1934 geopend. Het S-tog-net is geëlektrificeerd met een gelijkspanning van 1.650 volt (via bovenleiding). De vierde generatie materieel heeft een uitzonderlijke breedte van 3,6 meter. Deze S-tog-treinen, gebouwd in de jaren 1996-2007, zijn verdeeld in 105 achtdelige en 31 vierdelige elektrische treinstellen. Ouder materieel is niet meer in dienst.

## Lijnennet
Het net bestaat uit zeven basislijnen (aangeduid met een letter) en één extra lijn (x). De basislijnen zijn alle dagen van 's ochtends vroeg tot 's avonds laat in dienst. De treinen op de extra lijn rijden alleen op drukke momenten. Op alle basislijnen rijden de treinen elke 10 minuten. In de avond en op zon- en feestdagen wordt een 20-minutendienst gereden. Hierop is de ringlijn F een uitzondering, met op drukke momenten elke 5 minuten een trein, in de avond en op zon- en feestdagen elke 10 minuten.
Naast Boulevardbanen (Binnenstad) en Ringbanen (de halve ring om de stad) zijn er zes uitlopers ("vingers") met de namen Køgebugtbanen, Vestbanen, Frederikssundbanen, Hareskovbanen, Nordbanen en Klampenborgbanen. Sommige van deze spoorbanen zijn trajecten die reeds vóór de S-tog bestonden. De Køgebugtbanen werd speciaal voor de S-tog aangelegd. Op de kaart (rechts) zijn de benamingen bij de lijnen aangegeven.

## Plannen
Eind jaren negentig werd het plan bedacht om de S-tog uit te breiden met twee lijnen:
- een lijn van Frederikssund via Vanløse, Frederiksberg en Nørreport naar Amager
- een lijn van Høje Taastrup via Vigerslev, Frederiksberg en Nørreport naar Amager

Tevens was men begonnen met de aanleg van metrolijn M1 en M2. Geopperd werd om deze met nog twee metrolijnen uit te breiden.
- M3 - Van Valby via København H, Rådhuspladsen, Kongens Nytorv (knooppunt), Østerport, Nørrebro, naar Brønshøj en Gladsaxe.
- M4 - Van København H via Rådhuspladsen, Kongens Nytorv (knooppunt), Østerport, Nørrebro, Forum, Vesterbro Torv naar København H, waarmee een volledige ringlijn zou ontstaan.

Het doel was om Boulevardbanen, waar weinig uitbreidingsmogelijkheden waren, te ontlasten. Tevens werden zes snelbuslijnen gepland die in de binnenstad het busvervoer zou stimuleren, om Boulevardbanen te kunnen ontlasten.
Uiteindelijk werd gekozen om de Ringbaan (Hellerup - Nørrebro - Ny Ellebjerg) te realiseren. Dit werd geleidelijk voltooid in 2004-2008. Daarnaast werden de plannen voor Metrolijn 3 en 4 in gewijzigde vorm goedgekeurd. Ook de A-bussen (snelle busverbindingen met hoge frequenties) werden gerealiseerd.
De mogelijkheid van een nieuwe metrolijn tussen Lyngby, Herlev en Glostrup werd ook onderzocht. Dit zou echter de druk op Boulevardbanen met slechts ca. 1200 passagiers per dag verminderen. Een ander voorstel was een nieuw spoor op het bestaande tracé aan te leggen, waarmee de capaciteit van Boulevardbanen zou worden uitgebreid. Ook een zesde spoor op het tracé tussen København H en Dybbølsbro (Skelbæk) zou het S-tog verkeer vanuit Frederikssund, Høje Taastrup en Køge beter kunnen opvangen. Dit spoor werd in 2011 gerealiseerd.

## Lijnen
| Serie | Treinsoort  | Route | Bijzonderheden |
| ----- | ----------- | --- | -------------- |
| A     | S-tog (DSB) | Solrød Strand – Karlslunde – Greve – Hundige – Ishøj – Vallensbæk – Brøndby Strand – Avedøre – Friheden – Åmarken – Ny Ellebjerg – Sjælør – Sydhavn – Dybbølsbro – København H – Vesterport – Nørreport – Østerport – Nordhavn – Svanemøllen – Hellerup – Jægersborg – Lyngby – Holte – Birkerød – Høvelte – Allerød – Hillerød                                       |                |
| B     | S-tog (DSB) | Høje Taastrup – Taastrup – Albertslund – Glostrup – Brøndbyøster – Rødovre – Hvidovre – Danshøj – Valby – Carlsberg – Dybbølsbro – København H – Vesterport – Nørreport – Østerport – Nordhavn – Svanemøllen – Ryparken – Emdrup – Dyssegård – Vangede – Kildebakke – Buddinge – Stengården – Bagsværd – Skovbrynet – Hareskov – Værløse – Farum                      |                |
| Bx    | S-tog (DSB) | Høje Taastrup – Taastrup – Albertslund – Glostrup – Danshøj – Valby – Carlsberg – Dybbølsbro – København H – Vesterport – Nørreport – Østerport – Nordhavn – Svanemøllen – Ryparken – Emdrup – Dyssegård – Vangede – Kildebakke – Buddinge – Stengården – Bagsværd – Skovbrynet – Hareskov – Værløse – Farum                                                          |                |
| C     | S-tog (DSB) | Frederikssund – Ølstykke – Egedal – Stenløse – Veksø – Kildedal – Måløv – Ballerup – Malmparken – Skovlunde – Herlev – Husum – Islev – Jyllingevej – Vanløse – Flintholm – Peter Bangs Vej – Langgade – Valby – Carlsberg – Dybbølsbro – København H – Vesterport – Nørreport – Østerport – Nordhavn – Svanemøllen – Hellerup – Charlottenlund – Ordrup – Klampenborg |                |
| E     | S-tog (DSB) | Køge – Ølby – Køge Nord – Jersie – Solrød Strand – Karlslunde – Greve – Hundige – Ishøj – Ny Ellebjerg – Sjælør – Sydhavn – Dybbølsbro – København H – Vesterport – Nørreport – Østerport – Nordhavn – Svanemøllen – Hellerup – Bernstorffsvej – Gentofte – Jægersborg – Lyngby – Sorgenfri – Virum – Holte                                                           |                |
| F     | S-tog (DSB) | Hellerup – Ryparken – Bispebjerg – Nørrebro – Fuglebakken – Grøndal – Flintholm – KB Hallen – Ålholm – Danshøj – Vigerslev Allé – Ny Ellebjerg |                |
| H     | S-tog (DSB) | Frederikssund – Ølstykke – Egedal – Stenløse – Veksø – Måløv – Ballerup – Malmparken – Herlev – Vanløse – Flintholm – Valby – Carlsberg – Dybbølsbro – København H – Vesterport – Nørreport – Østerport |                |

## Voertuigen
Vierde generatie

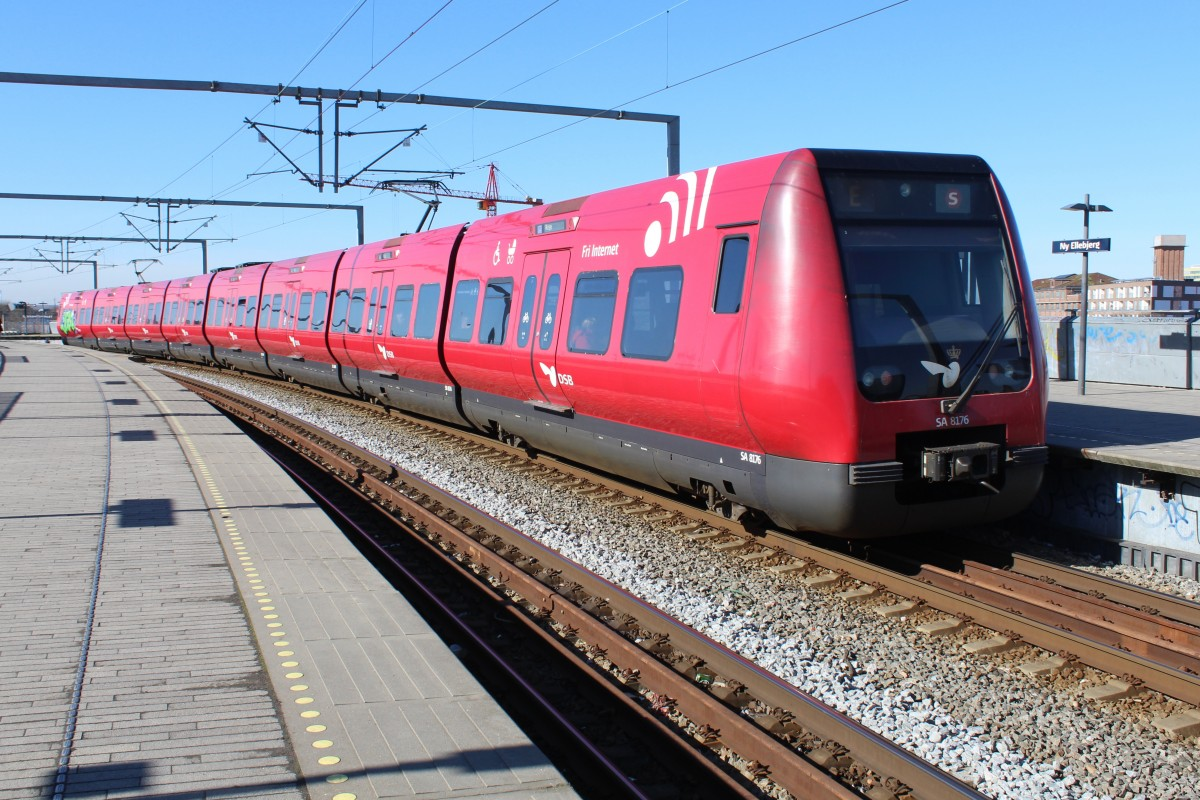
Achtwagentreinstel in station Ny Ellebjerg

- Litra SA: 8-delige treinstellen (105 gebouwd).
- Litra SE: 4-delige treinstellen (31 gebouwd).